# Sicyos montanus
Sicyos montanus är en gurkväxtart som beskrevs av Eduard Friedrich Poeppig och Endl. Sicyos montanus ingår i släktet hårgurkor, och familjen gurkväxter. Inga underarter finns listade i Catalogue of Life.